# Parrocchie della diocesi di Ozieri
Le parrocchie della diocesi di Ozieri sono 30 e sono distribuite in comuni e frazioni appartenenti alla provincia di Sassari, alla provincia di Nuoro e alla provincia della Gallura.
Le parrocchie sono raggruppate in 4 vicariati:
- Ozieri (9 parrocchie - Cattedrale, Santa Lucia, San Francesco, Santo Bambino di Praga, San Nicola, Chilivani, Ardara, Ittireddu e Nughedu San Nicolò);
- Goceano (10 parrocchie - Anela, Benetutti, Bono, Bottidda, Bultei, Burgos, Esporlatu, Illorai, Nule e Osidda);
- Monte Acuto (6 parrocchie - Berchidda, Berchiddeddu, Oschiri, Monti, Su Canale e Tula);
- Monte Lerno (5 parrocchie - Alà dei Sardi, Bantine, Buddusò, Padru e Pattada).

## Vicariato di Ozieri
Comprende le parrocchie dei comuni di Ozieri, Ardara, Ittireddu e Nughedu San Nicolò. La popolazione del territorio ammonta a 16.800 unità.
| Parrocchia             | Patrono                     | Comune             | Frazione/Quartiere | Popolazione | Web |
| ---------------------- | --------------------------- | ------------------ | ------------------ | ----------- | --- |
| Cattedrale             | Immacolata                  | Ozieri             | centro             | 4.000       |     |
| Ardara                 | Nostra Signora del Regno    | Ardara             | centro             | 850         |     |
| Chilivani              | Sacro Cuore                 | Ozieri             | Chilivani          | 1.000       |     |
| Ittireddu              | Nostra Signora Inter Montes | Ittireddu          | centro             | 550         |     |
| Nughedu San Nicolò     | San Nicola di Bari          | Nughedu San Nicolò | centro             | 1.400       |     |
| San Francesco          | San Francesco               | Ozieri             | centro             | 2.500       |     |
| San Nicola             | San Nicola                  | Ozieri             | San Nicola         | 2.500       |     |
| Santa Lucia            | Santa Lucia                 | Ozieri             | centro             | 2.000       |     |
| Santo Bambino di Praga | Santo Bambino di Praga      | Ozieri             | centro             | 2.000       |     |

## Vicariato del Goceano
Comprende le parrocchie dei comuni di Anela, Benetutti, Bono, Bottidda, Bultei, Burgos, Esporlatu, Illorai, Nule e Osidda. La popolazione del territorio ammonta a 14.600 unità.
| Parrocchia | Patrono                   | Comune    | Frazione/Quartiere | Popolazione | Web |
| ---------- | ------------------------- | --------- | ------------------ | ----------- | --- |
| Anela      | Santi Cosma e Damiano     | Anela     | centro             | 800         |     |
| Benetutti  | Sant'Elena                | Benetutti | centro             | 2.300       |     |
| Bono       | San Michele arcangelo     | Bono      | centro             | 4.100       |     |
| Bottidda   | Beata Vergine del Rosario | Bottidda  | centro             | 850         |     |
| Bultei     | Santa Margherita          | Bultei    | centro             | 1.350       |     |
| Burgos     | Sant'Antonio abate        | Burgos    | centro             | 1.100       |     |
| Esporlatu  | San Gavino martire        | Esporlatu | centro             | 600         |     |
| Illorai    | San Gavino martire        | Illorai   | centro             | 1.300       |     |
| Nule       | Natività di Maria         | Nule      | centro             | 1.800       |     |
| Osidda     | Sant'Angelo martire       | Osidda    | centro             | 400         |     |

## Vicariato del Monte Acuto
Comprende le parrocchie dei comuni di Berchidda, Oschiri, Monti e Tula e la frazione di Berchiddeddu. La popolazione del territorio ammonta a 13.150 unità.
| Parrocchia   | Patrono                   | Comune    | Frazione/Quartiere | Popolazione | Web |
| ------------ | ------------------------- | --------- | ------------------ | ----------- | --- |
| Berchidda    | San Sebastiano            | Berchidda | centro             | 3.500       |     |
| Berchiddeddu | Immacolata                | Olbia     | Berchiddeddu       | 1.100       |     |
| Monti        | San Gavino martire        | Monti     | centro             | 2.300       |     |
| Oschiri      | San Demetrio              | Oschiri   | centro             | 4.000       |     |
| Su Canale    | Nostra Signora della Pace | Monti     | Su Canale          | 450         |     |
| Tula         | Sant'Elena                | Tula      | centro             | 1.800       |     |

## Vicariato del Monte Lerno
Comprende le parrocchie dei comuni di Alà dei Sardi, Buddusò, Padru e Pattada. La popolazione del territorio ammonta a 13.100 unità.
| Parrocchia    | Patrono              | Comune        | Frazione/Quartiere | Popolazione | Web |
| ------------- | -------------------- | ------------- | ------------------ | ----------- | --- |
| Alà dei Sardi | Sant'Agostino        | Alà dei Sardi | centro             | 2.300       |     |
| Bantine       | San Giacomo apostolo | Pattada       | Bantine            | 200         |     |
| Buddusò       | Sant'Anastasia       | Buddusò       | centro             | 4.500       |     |
| Padru         | San Michele          | Padru         | centro             | 2.100       |     |
| Pattada       | Santa Sabina         | Pattada       | centro             | 4.000       |     |